# ملاحة رياضية

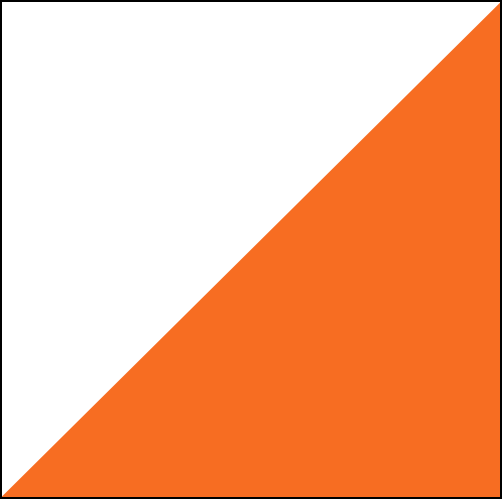
علم السباقات الموجهة الدولي

الرسم التخطيطي للسباقات الموجهة

الملاحة الرياضية أو السباق الموجه أو السباق بالخريطة والبوصلة أو رياضة الاسترشاد بالخريطة والبوصلة (بالإنجليزية: Orienteering)‏ هو سباق يَستعمل فيه الرياضيون أو الممارسون غالبا الخريطة و البوصلة للاستدلال إلى نقاط محددة في الخريطة وإلى نقطة النهاية في تضاريس متنوعة وغير مألوفة عادة أثناء التحرك بسرعة. يحصل المشاركون على خريطة طبوغرافية، عادة ما تكون خريطة توجيه معدة خصيصًا، ويستخدمونها للعثور على نقاط المراقبة. في الأصل كانت تمريناً تدريبياً في الملاحة البرية للضباط العسكريين، ثم تطورت إلى أنواع متعددة. أقدمها والأكثر شعبية هو الملاحة سيراً على الأقدام. أغلب هذه الأنواع هي سباق مع الزمن وتتطلب التنقل مع الخريطة والبوصلة.